# Sclerochilus whatleyi
Sclerochilus whatleyi är en kräftdjursart som beskrevs av Athersuch och John Horne 1987. Sclerochilus whatleyi ingår i släktet Sclerochilus och familjen Bythocytheridae. Inga underarter finns listade i Catalogue of Life.